# Правёж
Правёж — в древнерусском праве взыскание с обвинённого ответчика в пользу истца, соединённое с понудительными средствами; «править» означало на древнерусском языке «взыскивать». Если должник почему-либо не хотел или не мог заплатить долга, его ставили на правёж, который состоял в том, что неплатящего должника в течение известного времени ежедневно, кроме праздников, ставили перед судом или приказом, где он был обвинён, и в продолжение нескольких часов били батогами по ногам.
Сначала пределы правежа не были определены законом, но Иван Грозный в 1555 году указал стоять на правеже при долге в 100 рублей один месяц, и затем больше или меньше месяца пропорционально долгу, что подтверждено Уложением 1649 года (гл. X, ст. 261) и указом 15 (25) января 1632 года. Если должник выстаивал свой срок и продолжал отказываться от платежа, или если он не находил человека, который выкупал его с правежа, то его отдавали истцу «головой до искупу», то есть делали его кабальным холопом истца. Уложение 1649 года определяло и стоимость этого кабального труда в погашение долга: 5 руб. в год за работу мужчины, 2 руб. 60 коп. — женщины.
Правежу подлежали все, даже и поручители, за исключением лиц, освобождённых от него по жалованным грамотам. Служилые люди, по указу 1558 года, стояли на правеже вместо одного месяца за 100 рублей два, потому что взыскание с них этим и ограничивалось: их нельзя было выдавать головой. Правёж не предоставлял истцам полного обеспечения, особенно относительно высших лиц, которые могли, «вытерпев бой», не заплатить истцу (что называлось тогда «отстояться от правежа»), поставить за себя своего человека и даже вовсе избавиться от «боя».
По Флетчеру, Олеарию и др., правёж производился обыкновенно в Москве (впрочем, его могли производить также и воеводы по городам) перед длинным зданием приказов, в Кремле; должники становились в ряд и разделялись на партии между несколькими «недельщиками»; каждый недельщик батогом ударял всякого должника своей партии три раза по икрам; прошедши ряд, он возвращался и повторял ту же процедуру на обратном пути. Так продолжалось до тех пор, пока не выезжал из приказа судья.
Тяжесть этого битья была не одинакова для всех должников; злостный банкрот мог дать недельщику взятку, за что ему дозволялось обвёртывать ноги кожей или жестью, но необходимо было всё-таки кричать при ударе, ввиду наблюдения судьи за битьём. Напротив, богатый истец давал недельщику от себя взятку, и тогда нередко с правежа увозили должников на телегах, изувеченными и даже без движения. Перед правежом составлялась правёжная выпись, то есть приговор суда о взыскании. Сверх того с обвинённого брали поручную запись в том, что «ему ставиться к правежу в первом часу дня ежедневно», то есть к приходу в приказ начальника, судьи; наконец, само взыскание означалось в судном списке.